# 笑星和他的朋友们
《笑星和他的朋友们》（Cantinflas Show），一部1970年代的墨西哥儿童教育动画系列短片。
主人公Cantinflas在时间和空间中穿梭旅行，并对各种人文古迹科学现象加以解说。1980年代美国 Hanna-Barbera公司将此片译成英文并更名为Amigo and Friends，在中国播出的即是此英文版本。